# Mario Scaccia
Mario Scaccia (Roma, 26 dicembre 1919 – Roma, 26 gennaio 2011) è stato un attore, regista teatrale e conduttore radiofonico italiano.

## Biografia

### Gli esordi
Nato e cresciuto a Roma, figlio di un pittore, allo scoppio della seconda guerra mondiale venne chiamato alle armi come ufficiale in Sicilia ed in seguito finì nel 1942 prigioniero degli americani, che lo internarono in un campo di prigionia del Marocco. Liberato poi al termine del conflitto, fece ritorno a Roma, dove abbandonò gli studi in pedagogia e si iscrisse all'Accademia nazionale d'arte drammatica, di cui però frequentò solo il primo anno. Nel 1946 iniziò a calcare il palcoscenico con Woyzeck di Georg Büchner, prima di avviare una lunga carriera che l'avrebbe visto cimentarsi nelle esperienze di spettacolo più disparate. Nel 1948 fu con Memo Benassi al Teatro Ridotto di Venezia nel Tartufo di Molière, per la regia di Anton Giulio Bragaglia. Nel 1954 affiancò Vittorio De Sica, Sophia Loren e Marcello Mastroianni nel film Peccato che sia una canaglia.

### Carriera
Il 28 marzo 1961 costituì, al Teatro Municipale di Modena, insieme ai colleghi Franco Enriquez, Valeria Moriconi e Glauco Mauri, la Compagnia dei Quattro. Insieme lavorarono alla messa in scena di opere come La lezione e Il rinoceronte di Ionesco, La vedova scaltra di Goldoni, Il mercante di Venezia di Shakespeare, Rosencrantz e Guildenstern sono morti di Tom Stoppard. Dopo aver lasciato la Compagnia, Scaccia si dedicò a un percorso teatrale autonomo, dimostrando le sue doti recitative in finissime caratterizzazioni, come quella di Fra' Timoteo ne La mandragola di Machiavelli, del Chicchignola di Petrolini e del Negromante di Ludovico Ariosto.
Esordì nel cinema nel 1954 in Tempi nostri di Alessandro Blasetti. Sul grande schermo avrebbe interpretato film di Alberto Lattuada, Elio Petri e Mauro Bolognini. Seppe alternare ottime interpretazioni cinematografiche in ruoli comici e drammatici, arricchiti dalla sua inconfondibile maschera teatrale, come nel film noir Il profumo della signora in nero (1974) di Francesco Barilli e nella commedia grottesca Signore e signori, buonanotte (1976), in un episodio diretto da Luigi Magni, accanto a Nino Manfredi. Degno di nota anche il personaggio dell'avvocato difensore del sindaco, a sua volta interpretato magistralmente da Vittorio De Sica, nel film il Vigile (1960) di Luigi Zampa.

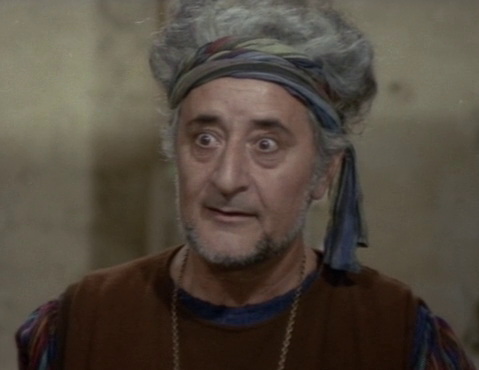
Scaccia in La calandria (1972)

Molto attivo in televisione, degne di nota furono le sue interpretazioni in sceneggiati come La Pisana (1960), Le anime morte (1963), Tartarino sulle Alpi (1968) e Le avventure di Pinocchio diretto da Luigi Comencini (1971). 
Lavorò anche in radio, dove partecipò a spettacoli leggeri (come, nel 1957, Le occasioni dell'umorismo), radiodrammi (Il matrimonio del signor Mississippi di Friedrich Dürrenmatt, 1961; La faccia del mostro di Anton Čechov, 1962; Delirio a due di Eugène Ionesco, 1963) e romanzi sceneggiati (Dio ne scampi dagli Orsenigo di Vittorio Imbriani, 1977).
Degna di nota l'interpretazione di Turcaret di Alain-René Lesage, del 1966, per la regia di Sandro Sequi. A metà degli anni settanta fu protagonista di svariate Interviste impossibili, come Fedro di Giorgio Manganelli (1974), Rudolf Raspe incontrato da Saito (1975), i Lumière, Pellegrino Artusi e George Stephenson firmate da Guido Ceronetti (1974).
Fu in più occasioni anche conduttore di programmi radiofonici di intrattenimento: nel 1979, con Franco Rispoli e Ludovica Modugno, fu ai microfoni di Vieni avanti cretino, mentre nel 1989-1990 condusse la rubrica Vi racconto una commedia all'interno del programma Le ore della sera.
Nel 2002 venne insignito del prestigioso Premio Ermete Novelli.

### La morte
Muore al Policlinico Agostino Gemelli di Roma, presso l'Hospice Villa Speranza dell'Università Cattolica, il 26 gennaio 2011 in seguito alle complicanze di un intervento chirurgico per curare un tumore del pancreas all'età di 91 anni; i funerali vennero celebrati nella basilica del Sacro Cuore di Cristo Re in viale Giuseppe Mazzini, nel quartiere Della Vittoria, dove visse per molti anni; dopo la cerimonia funebre, il feretro venne cremato e le sue ceneri riposano nel loculo di famiglia presso il Cimitero Monumentale del Verano di Roma.

## Filmografia
- La fiammata, regia di Alessandro Blasetti (1952)
- Tempi nostri, regia di Alessandro Blasetti (1954)
- Peccato che sia una canaglia, regia di Alessandro Blasetti (1954)
- Una pelliccia di visone, regia di Glauco Pellegrini (1956)
- La fortuna di essere donna, regia di Alessandro Blasetti (1956)
- I moschettieri del mare, regia di Steno (1960)
- Femmine di lusso, regia di Giorgio Bianchi (1960)
- La vendetta dei barbari, regia di Giuseppe Vari (1960)
- Il vigile, regia di Luigi Zampa (1960)
- Il mattatore, regia di Dino Risi (1960)
- Robin Hood e i pirati, regia di Giorgio Simonelli (1960)
- Giorno per giorno disperatamente, regia di Alfredo Giannetti (1961)
- A porte chiuse, regia di Dino Risi (1961)
- Ursus, regia di Carlo Campogalliani (1961)
- Le sette spade del vendicatore, regia di Riccardo Freda (1962)
- Frenesia dell'estate, regia di Luigi Zampa (1963)
- Avventura al motel, regia di Renato Polselli (1963)
- Gli imbroglioni, regia di Lucio Fulci (1963)
- Oltraggio al pudore, regia di Silvio Amadio (1964)
- Amore facile, regia di Gianni Puccini (1964)
- Una vergine per il principe, regia di Pasquale Festa Campanile (1966)
- Io, io, io... e gli altri, regia di Alessandro Blasetti (1966)
- A ciascuno il suo, regia di Elio Petri (1967)
- Infanzia, vocazione e prime esperienze di Giacomo Casanova, veneziano, regia di Luigi Comencini (1969)
- Per grazia ricevuta, regia di Nino Manfredi (1971)
- Il generale dorme in piedi, regia di Francesco Massaro (1972)
- Meo Patacca, regia di Marcello Ciorciolini (1972)
- La calandria, regia di Pasquale Festa Campanile (1972)
- La proprietà non è più un furto, regia di Elio Petri (1973)
- L'anticristo, regia di Alberto De Martino (1974)
- Il profumo della signora in nero, regia di Francesco Barilli (1974)
- Le farò da padre, regia di Alberto Lattuada (1974)
- Conviene far bene l'amore, regia di Pasquale Festa Campanile (1975)
- Un amore targato Forlì, regia di Riccardo Sesani (1976)
- Attenti al buffone, regia di Alberto Bevilacqua (1976)
- Lezioni di violoncello con toccata e fuga, regia di Davide Montemurri (1976)
- Il soldato di ventura, regia di Pasquale Festa Campanile (1976)
- Signore e signori, buonanotte, regia di Luigi Comencini, Nanni Loy, Luigi Magni, Mario Monicelli ed Ettore Scola (1976)
- Gran bollito, regia di Mauro Bolognini (1977)
- Doppio delitto, regia di Steno (1977)
- Eutanasia di un amore, regia di Enrico Maria Salerno (1978)
- Occhio, malocchio, prezzemolo e finocchio, regia di Sergio Martino (1983)
- Il mistero del morca, regia di Marco Mattolini (1984)
- Juke box, registi vari (1985)
- Secondo Ponzio Pilato, regia di Luigi Magni (1987)
- In camera mia, regia di Luciano Martino (1992)
- Ferdinando e Carolina, regia di Lina Wertmüller (1999)
- Voglio stare sotto al letto, regia di Bruno Colella (1999)
- Gabriel, regia di Maurizio Angeloni (2001)
- Cuori perduti, regia di Teresio Spalla (2003)

## Prosa radiofonica Rai
- La fuggitiva, dramma in tre atti di Ugo Betti, regia di Luigi Squarzina, trasmesso il 2 ottobre 1956
- Lena e Leonce, commedia di George Bruchner, regia di Pietro Masserano Taricco, trasmessa il 8 novembre 1963

## Prosa televisiva Rai
- De Pretore Vincenzo di Eduardo De Filippo,trasposizione televisiva del 1976 - Interpreta Dio.
- L'Arte della Commedia di Eduardo De Filippo, trasposizione televisiva del 1976 (ruolo di padre Silvani)
- Gastone di Ettore Petrolini, regia di Maurizio Scaparro, trasmessa il 9 settembre 1977.
- Chicchignola di Ettore Petrolini, regia di Maurizio Scaparro, trasmessa il 2 settembre 1977.

## Opere letterarie
- Mario Scaccia, Per amore di una rima, (presentazione di Maria Luisa Spaziani) Persiani Editore ISBN 9788896013243
- Mario Scaccia, Interpretando la mia vita. Il mio teatro, i miei personaggi, la mia storia, Persiani Editore ISBN 9788896013038
- Mario Scaccia, Io e il teatro, Trevi Editore - 1978
- Mario Scaccia, La verità inventata. Del mestiere dell'arte dell'attore, a cura di Enzo Giannelli, Edizioni Don Chisciotte - 1989
- Mario Scaccia, Il Diario dell'Anima, Cappelli Editore - 1969

## Riconoscimenti
- Premio Flaiano Sezione teatro[4]
  - 1999 – Premio alla carriera